# Дванаеста војвођанска ударна бригада
Дванаеста војвођанска ударна бригада НОВЈ формирана је 8. октобра 1944. године у Војловици код Панчева од Ударног батаљона Банатске оперативне зоне, Панчевачког, Вршачког и Белоцркванског НОП одреда и нових бораца са територије јужног Баната. Имала је 5 батаљона са око 2500 бораца. До 31. октобра је била под непосредном командом Главног штаба НОВ Војводине, а затим у саставу 51. војвођанске дивизије НОВЈ.

## Борбени пут бригаде
Њена два батаљона и јединице 109. стрељачке дивизије Црвене армије форсирали су 10/11. октобра Дунав код Вишњице, овладале Великим Селом и образовале мостобран на десној обали реке. После дводневних борби у рејону Миријева, бригада је поновно прикупљена на левој обали Дунава и упућена на положаје на левој обали Тисе, на фронту од ушћа Тисе у Дунав до ушћа Бегеја у Тису. После форсирања Тисе, њен 5. батаљон ослободио је 22. октобра Тител. Одавде је била пребачена у Нови Сад.
Учествовала је у форсирању Дунава код Батине од 9. до 12. новембра 1944, затим у формирању мостробрана на десној обали реке и у ослобођењу Барање. У децембру 1944. пружала је помоћ у организовању народне власти у Барањи, а у јануару и фебруару 1945. учествовала у одбрани Вировитичког мостобрана, а у марту у ликвидацији немачког мостобрана код Болмана. У завршним операцијама форсирала је 11. априла Драву на одсеку Петријевци–Јосиповац и у саставу 51. дивизије ЈА учествовала у ослобођењу Осијека 14. априла и гоњењу немачко-квислиншких снага долином Драве до југословенско-аустријске границе у рејону Дравограда.